# Bordonhos
Bordonhos ist eine Gemeinde (Freguesia) im portugiesischen Kreis São Pedro do Sul. In ihr leben 508 Einwohner (Stand 19. April 2021).